# Castrul roman de la Sânnicolau Mare
Castrul se află la marginea de est a localității Sânnicolau Mare.